# ウィルソン・フェルミオン
ウィルソン・フェルミオン(Wilson fermion)とは、格子上の場の理論においてフェルミオンを記述する際に生じるフェルミオン・ダブリング問題を解決するために用いられる理論形式のひとつである。1974年に格子ゲージ理論を提唱したケネス・ウィルソン自身が、その翌年に提案した。

## 解説
ウィルソン・フェルミオンによる定式化では、ナイーブなフェルミオンの作用に対して格子間隔aに比例する新たな項（ウィルソン項）を追加する。格子上の理論は最終的にa→0の極限において連続理論と一致していなければならないから、格子上の作用に対してaに比例する項を追加することは連続理論に何の影響も及ぼさない。
ウィルソン・フェルミオンによってフェルミオン・ダブリングは回避できるが、これはニールセン＝二宮の定理の仮定のひとつであるカイラル対称性を破っているためである。ウィルソン項は（質量の無い）フェルミオンの本来の対称性であるはずのカイラル対称性を露わに破っているため、カイラル対称性の自発的破れなどを議論する際には不都合である。

### ウィルソン・フェルミオンの作用
連続的な4次元ユークリッド空間において、ゲージ場と相互作用しているフェルミオンについて、ウィルソン項
{\displaystyle S_{\mathrm {Wilson} }=-ar\int d^{4}x{\bar {\psi }}D^{2}\psi }
を追加する。ここで、{\displaystyle \psi ,{\bar {\psi }}}はフェルミオン場、{\displaystyle D_{\mu }=\partial _{\mu }+igA_{\mu }}は共変微分であり、rはウィルソン・パラメータと呼ばれる。
ウィルソン項を格子化し、さらにパラメータを無次元化すると
{\displaystyle S_{\mathrm {Wilson} }=-{\frac {1}{2}}\sum _{n,\mu }\left[{\bar {\psi }}_{n}U_{\mu }(n)\psi _{n+{\hat {\mu }}}+{\bar {\psi }}_{n+{\hat {\mu }}}U_{\mu }^{\dagger }(n)\psi _{n}-2{\bar {\psi }}_{n}\psi _{n}\right]}
となる。ここで、{\displaystyle \psi _{n},{\bar {\psi }}_{n}}はサイトnに置かれたフェルミオン場、Uμ(n)はサイトnから{\displaystyle {\hat {\mu }}}方向へ張られるゲージ場のリンク変数である。
この項を本来のナイーブな作用に追加すると、ウィルソン・フェルミオンの格子上での作用は
{\displaystyle {\begin{aligned}S&=S_{\mathrm {naive} }+S_{\mathrm {Wilson} }\\&={\frac {1}{2}}\sum _{n,\mu }\left[{\bar {\psi }}_{n}\gamma _{\mu }U_{\mu }(n)\psi _{n+{\hat {\mu }}}-{\bar {\psi }}_{n+{\hat {\mu }}}\gamma _{\mu }U_{\mu }^{\dagger }(n)\psi _{n}\right]+M\sum _{n}{\bar {\psi }}_{n}\psi _{n}-{\frac {1}{2}}\sum _{n,\mu }\left[{\bar {\psi }}_{n}U_{\mu }(n)\psi _{n+{\hat {\mu }}}+{\bar {\psi }}_{n+{\hat {\mu }}}U_{\mu }^{\dagger }(n)\psi _{n}-2{\bar {\psi }}_{n}\psi _{n}\right]\end{aligned}}}
となる。ここで、M=maは無次元化された質量である。

### ダブラーの除去
上記の作用に対して、自由場 (Uμ=1)における運動量表示を求めると、
{\displaystyle S=\int {\frac {d^{4}p}{(2\pi )^{4}}}{\bar {\psi }}(-p)\left[i\gamma _{\mu }\sin {p_{\mu }a}+M+r\sum _{\mu }(1-\cos {p_{\mu }a})\right]\psi (p)}
となる。この作用から導出される伝播関数は、
{\displaystyle G(p)={\frac {-i\sum _{\mu }\gamma _{\mu }\sin {p_{\mu }a}+M+r\sum _{\mu }(1-\cos {p_{\mu }a})}{\sum _{\mu }\sin ^{2}{p_{\mu }a}+\left(M+r\sum _{\mu }(1-\cos {p_{\mu }a})\right)^{2}}}}
となる。
この式は、4成分運動量pμに対して、p＝(0,0,0,0)の解は質量Mの粒子として現れるが、残りの15個のダブラーp＝(π/a,0,0,0)、(0,π/a,0,0)、……、(π/a,π/a,π/a,π/a)については、質量がrに比例して増加した粒子として存在していることを表している。つまり、物理的な粒子に対応する極と質量が運動量に依存するダブラーの（無次元化された）質量は
{\displaystyle M(p)={\begin{cases}M=ma&\mathrm {for\ physical\ pole} \\M+2r|\delta |=ma+2r|\delta |&\mathrm {for\ doublers} \end{cases}}}
と表せる。ここで、δは0でない運動量成分の数であり、4次元空間においては{\displaystyle 1\leq |\delta |\leq 4}である。これを次元を持つ質量へ変換するためにaで割ると、
{\displaystyle {\begin{cases}m_{\mathrm {physical} }=m\\m_{\mathrm {doubler} }=m+{\frac {2r}{a}}|\delta |\end{cases}}}
となり、ダブラーは連続極限（a→0）において無限大の質量を持つことが分かる。これより、無限大の質量を持つダブラーは低エネルギーの物理現象に寄与できなくなる。
ここで注意しなければならないのは、元々16個あったダブラーのうちの1個が質量が発散しない物理的な粒子となったのは、無次元化した質量Mの選び方による人為的な結果であるということである。16個のダブラーの質量は、M/aが1個、(M+2r)/aが4個、(M+4r)/aが6個、(M+6r)/aが4個、(M+8r)/aが1個であるが、m→M/aと無次元化する代わりに、m→(M+2r)/aとすれば、連続極限において4個の物理的な粒子と12個のダブラーから構成される理論となる。

## 参照
1. ↑  K.G. Wilson (1975). Quarks and strings on a lattice, in: Gauge Theories and Modern Field Theory (edited by Richard Arnowitt and Pran Nath). Cambridge: Mit Press. ISBN 978-0-262-51173-5
2. ↑  K.G. Wilson (1977). Quarks and strings on a lattice, in: New Phenomena in Subnuclear Physics (edited by Antonino Zichichi). Subnuclear series ; 13. New York: Plenum Press. ISBN 978-0306381812